# Ottmar Liebert
Ottmar Liebert (Colonia, 1º febbraio 1959) è un chitarrista e compositore tedesco, è noto per essere tra i più importanti chitarristi di nuevo flamenco.
È leader del gruppo Luna Negra, formato nel 1990 e con una formazione variabile con esclusione del bassista Jon Gagan.

## Biografia
Nato in Germania da padre tedesco/cinese e madre ungherese, da ragazzo è in giro per l'Europa con la famiglia. Forma con il fratello Stefan un gruppo rock, (i RED). Nel 1989 si trasferisce a Santa Fe negli Stati Uniti dove forma il primo nucleo della Luna Negra. Nel 1990 pubblica a proprie spese tramite una piccola etichetta locale l'album Nouveau Flamenco. Viene trasmesso nelle radio locali, la Higher Octave etichetta sussidiaria della Narada Productions ripubblica l'album, che ottiene un buon successo. 
Nella sua carriera ha ottenuto cinque nomination al Grammy Award.
Nel 1996 il suo pezzo 2 The Night diviene la musica portante del film italiano Il ciclone, di Leonardo Pieraccioni, e ottiene grande popolarità, tanto da arrivare a simboleggiare il concetto stesso di Spagna.
In Italia ha collaborato con un featuring a due album di Leda Battisti: Leda Battisti (album) del 1998 (e ristampa del 1999) e Tu, l'amore e il sesso del 2006 (e ristampa del 2007).

## Discografia
- Nouveau Flamenco (1990)
- Poets & Angels (1990)
- Borrasca (1991)
- Solo Para Ti (1992)
- The Hours Between Night + Day (1993)
- Euphoria (1995)
- ¡Viva! (1995)
- Opium (1996)
- Leaning Into The Night (1997)
- Rumba Collection 1992-1997 (1998)
- Innamorare - Summer Flamenco (1999)
- Nouveau Flamenco - 1990-2000 Special Tenth Anniversary Edition (2000)
- Christmas + Santa Fe (2000)
- Little Wing (2001)
- In The Arms Of Love (2002)
- The Santa Fe Sessions (2003)
- Nouveaumatic (2003)
- La Semana (Digipak/33rd Street) (2004)
- Winter Rose: Music Inspired by the Holidays (2005)
- One Guitar (2006)
- Up Close (20 May 2008)
- The Scent of Light (17 June 2008)
- Petals On the Path (June 2010)
- Santa Fe (2011)